# Antonín Straka (odbojář)
Antonín Straka (10. dubna 1906 Kvačice – 29. března 1945 Uherské Hradiště) byl učitel, účastník protinacistického odboje a zástupce velitele výsadku Carbon.

## Život

### Mládí
Antonín Straka byl čtvrtým z celkem šestnácti dětí Ondřeje Straky a jeho manželky Kateřiny, rozené Strakové. Dětství prožil v Uherském Ostrohu. Po dostudování se stal učitelem na tamní měšťanské škole. V roce 1935 odešel učit do nedalekého Bzence. Stejně jako dříve v Uherském Ostrohu se i zde intenzivně zapojil do činnosti Sokola.

### Odbojář
Od počátku nacistické okupace se Antonín Straka zapojil do odbojové činnosti. Nejdříve jako člen Obrany národa a po její likvidaci zejména jako informační spojka mezi různými odbojovými skupinami a organizátor sbírek na pomoc rodinám osob zatčených a vězněných nacisty. Již v roce 1940 se sešel s konfidentem brněnského Gestapa Viktorem Ryšánkem (popraven v roce 1946). Ten byl zpočátku zapojen do protinacistického odboje, ale po zatčení začal pracovat pro Gestapo. Ryšánek mimo jiné vytvořil tzv. volavčí síť, která předstírala odbojovou činnost a dodávala informace nacistům.
Antonín Straka byl poprvé zatčen a na dva měsíce uvězněn 7. dubna 1941. Po propuštění dále pokračoval v odbojové činnosti. Mezi jinými se setkával také s Ryšánkem, kterému v dobré víře poskytl informace vedoucí k dopadení velitele výsadku Zinc Oldřicha Pechala. Straka byl Gestapem záměrně ponechán na svobodě a sledován.
Ihned po seskoku paradesantního výsadku Carbon na území Protektorátu v dubnu 1944 byl Antonín Straka zkontaktován velitelem operace Františkem Bogatajem. Oba rodáci z Uherského Ostrohu byli přáteli již před válkou a Bogataj tak neváhal Straku jmenovat svým zástupcem. Cílem výsadku Carbon vyslaného Londýnskou exilovou vládou bylo navázat spojení s jihomoravským odbojem a pomáhat při přípravě ozbrojeného povstání proti nacistickým okupantům.

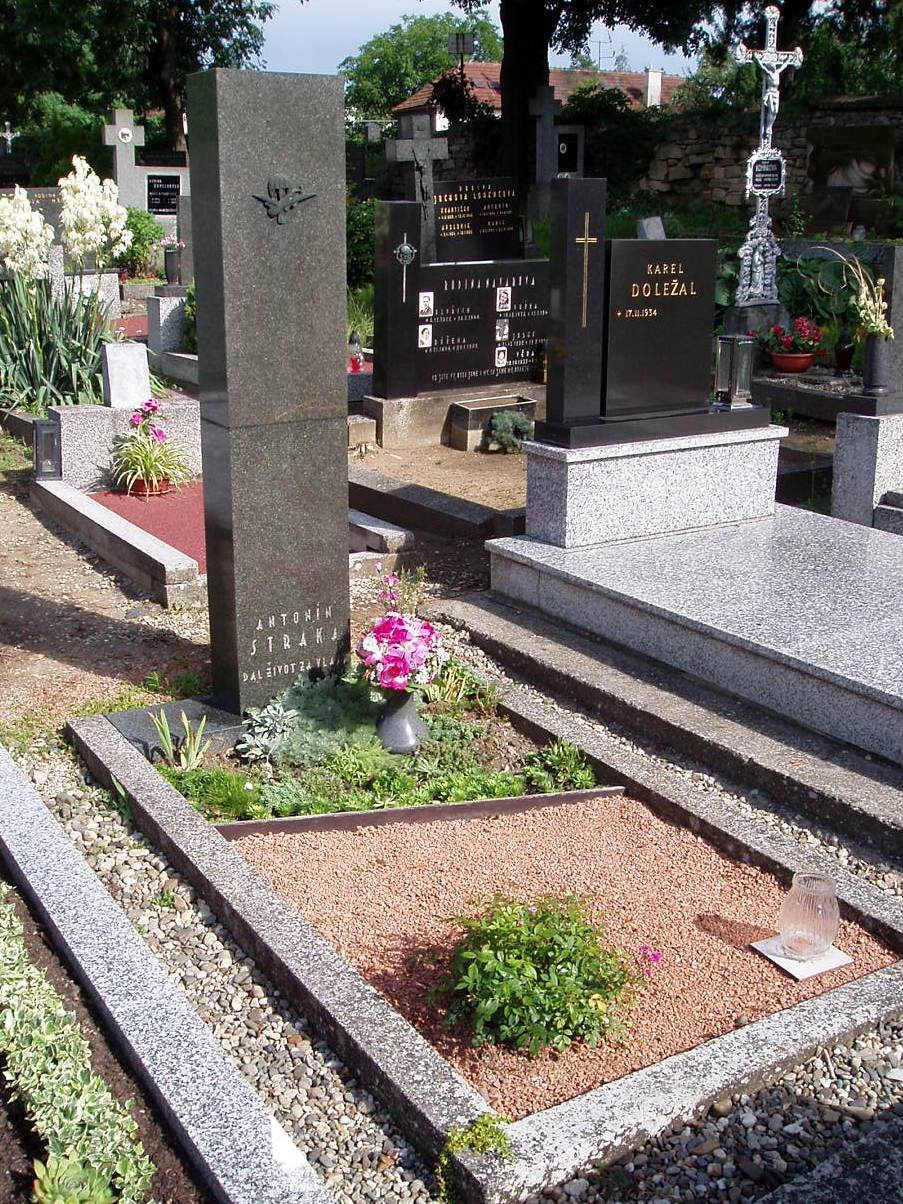
Hrob Antonína Straky v Uherském Ostrohu

O Ryšánkově práci pro Gestapo se členové Carbonu dozvěděli začátkem července 1944. Od té doby Straka ve spolupráci s Bogatajem prostřednictví Ryšánka Gestapu dodával záměrně matoucí informace, čímž Bogataje pomohl uchránit před zatčením a Carbon před zánikem.

### Smrt
Antonín Straka byl znovu zatčen 29. března 1945. Během převozu k výslechu do Uherského Hradiště spáchal sebevraždu otrávením. Stalo se tak měsíc před osvobozením Uherskohradišťska.

## Posmrtná pocta
- Po válce byly ostatky Antonína Straky exhumovány a 27. května 1945 uloženy na hřbitově v Uherském Ostrohu. In memoriam byl Antonín Straka vyznamenán Československým válečným křížem 1939.
- Jméno Antonína Straky je uvedeno na pamětní desce Učitelé Země moravskoslezské, která uvádí oběti okupace z řad učitelů. Deska je umístěna na Moravském náměstí v Brně.[2]